# Yana Chiara Ehm
Yana Chiara Ehm (Gusterath, 19 giugno 1990) è una politica italiana.

## Biografia
Nata a Gusterath (Germania) da padre tedesco e madre italiana, Yana Ehm vive dal 2016 a San Clemente di Reggello (FI). Si è laureata in scienze politiche e scienze islamiche all'Università di Heidelberg, ottenendo in seguito un master in relazioni internazionali con focus su Medio Oriente, Caucaso e Asia centrale presso l'Università di Saint Andrews.
Appassionata di viaggi, Ehm ha avuto esperienze di studio e lavorative in Palestina, Giordania, Marocco e Tanzania. Per un periodo è stata anche assunta all'ambasciata di Germania a Roma.

## Attività politica
Alle elezioni politiche del 2018 Yana Ehm è stata candidata alla Camera dei deputati, nella circoscrizione Toscana, nelle liste del Movimento 5 Stelle nel collegio plurinominale Toscana - 03, non venendo inizialmente eletta.
In seguito all'esaurimento della lista di candidati del M5S in Sicilia, che risultavano in numero inferiore rispetto ai seggi da attribuire, il 20 marzo 2018 la Corte di cassazione assegnò il seggio vacante nella circoscrizione Sicilia 2 a Yana Ehm, che venne proclamata deputata della XVIII legislatura.
Il 18 febbraio 2021 la deputata non rispose alla prima e alla seconda chiamata per il voto di fiducia al governo Draghi. Per questa ragione, data la situazione assimilabile a quella di chi vota contro il governo, il 2 marzo 2021 venne espulsa dal gruppo parlamentare del M5S.
L'8 febbraio 2022 aderisce alla nuova componente nel gruppo misto alla Camera "ManifestA" sotto le insegne di Potere al Popolo! e Partito della Rifondazione Comunista-Sinistra Europea.
Alle elezioni politiche del 2022 è ricandidata per la Camera nella lista Unione Popolare. Non sarà rieletta a causa del mancato raggiungimento della soglia di sbarramento.